# Мерссен (футбольний клуб)
СК Мерссен (нід. SV Meerssen) — нідерландський аматорський футбольний клуб, який базується в місті Мерссен у провінції Лімбург. Заснований 18 березня 1918 року. Домашні матчі команда грає на стадіоні «Спортпарк Марсана».